# Esperanza Abad
Esperanza Abad (vollständiger Name: Esperanza Lopez-Abad López; * 9. Februar 1941 in Mora, Toledo) ist eine spanische Sängerin, Schauspielerin, Komponistin und Musikpädagogin. Sie machte sich als Interpretin von Vokalmusik der Avantgarde einen Namen.

## Leben
Esperanza Abad studierte am Conservatorio de Música y Arte Dramático de Madrid. Bei ihrer intensiven musikalischen Forschungsarbeit beschäftigte sie sich mit Gesangs- und Musikformen.  Sie war Mitbegründerin von CANON und LIM. Sie spezialisierte sich auf Musik der Avantgarde und arbeitete mit verschiedenen spanischen und internationalen Ensembles zusammen. Als Musikerin nahm sie an vielen nationalen Veranstaltungen und Festivals zur Zeitgenössischen Musik teil. Sie hielt viele Unterrichtsveranstaltungen zum Gebrauch der menschlichen Stimme für Sänger und Schauspieler, aber auch für Chorsänger und Musiker im Allgemeinen. Viele Komponisten widmeten ihr Kompositionen.
Die Calle Esperanza Abad in San Sebastián de los Reyes ist nach ihr benannt.
Die Mezzosopranistin Pilar Esteban, Jazzsängerin Cova Villegas, die Sängerin und Schauspielerin Noemí Mazoy und der andalusische Schauspieler und Sänger Luis Qúo zählten zu ihren Schülern.

## Werke (Auswahl)
- Despedida que no despide. Zusammen mit José Iges und Concha Jerez schrieb sie ein szenisches Requiem zum Gedenken an den kanarischen Dichter Agustín Millares Sall.[5][6]

## Auszeichnungen
Esperanza Abad erhielt folgende Auszeichnungen:
- Award Lucrecia Arana del Real Conservatorio Superior de Música y Escuela de Arte Dramático de Madrid, 28. April 1968.[1][7][8]
- «Fin de Carrera»

- Award for Excellence professional Juanelo Turriano bei seiner zweiten Vergabe, 2007.[1]

## Einspielungen (Auswahl)

### Einspielungen als Sängerin
- Francisco Cano: El pájaro de cobre [Der Kupfervogel] auf Música española contemporánea.Vol.5 Editorial de Música Española Contemporánea, 1978 OCLC 18695616
- Wolf Vostell: Il giardino delle delizie. [Garten der Lüste]. Eine Medien-Bild-Oper. Esperanza Abad, Sopran u. a. Capella St. Martini Bremen-Lesum. Aufgenommen im Theater der Freien Hansestadt Bremen und Radio Bremen am 9. bis 10. Mai 1982. Berlin, Edition Wewerka, 1984[9]
- Cartas a génica [Briefe an das Gen] für Sopran und Tonband auf Jesús Villa-Rojo. Roma, Edipan, 1987 OCLC 276172992&
- Con la voz [Mit der Stimme] OCLC 431889546
- Esperanza Abad: voz [Stimme] OCLC 431105930
- Gerardo Gombau: Los invisibles átomos del aire [Die unsichtbaren Atome der Luft] auf: Las mujeres y la musica. Madrid RNE, 1990 OCLC 36435753